# Latenighttalkshow

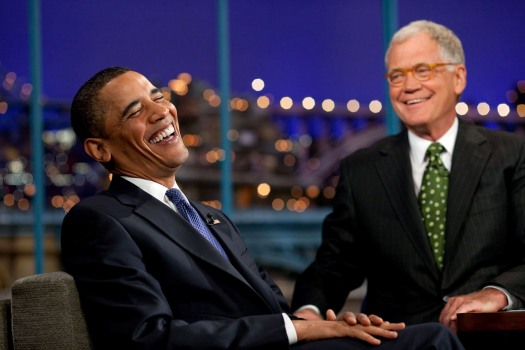
Barack Obama te gast bij David Lettermans late-night talkshow Late Show with David Letterman.

Een latenighttalkshow of laatavondtalkshow is een van oorsprong Amerikaans televisieprogramma met een mengeling van humor en interviews, meestal uitgezonden na 23.00 uur. Het is een genre van een talkshow met een verscheidenheid aan elementen, zoals presentatoren die inspelen op het nieuws van de dag, interviews met beroemdheden, komische sketches, parodieën en muziekoptredens. Veel latenighttalkshows worden begeleid door een huisband die muziekoptredens geeft voor het studiopubliek. De persoonlijkheid van de presentator vormt vaak een belangrijk onderdeel en handelsmerk van de talkshow.

## Geschiedenis
Late-night talkshows werden in de jaren 1960 populair gemaakt door Johnny Carson en zijn The Tonight Show Starring Johnny Carson op het Amerikaanse televisienetwerk NBC.

## Lijst van late-night shows

### Verenigde Staten
- The Tonight Show (NBC):
  - Tonight Starring Steve Allen (1954-1957)
  - Tonight! America After Dark (1957)
  - Tonight Starring Jack Paar (1957-1962)
  - The Tonight Show Starring Johnny Carson (1962-1992)
  - The Tonight Show with Jay Leno (1992-2009)
  - The Tonight Show with Conan O'Brien (2009-2010)
  - The Tonight Show with Jay Leno (2010-2014)
  - The Tonight Show Starring Jimmy Fallon (2014-...)
- Late Night (NBC):
  - Late Night with Jimmy Fallon (2009-2014)
- Late Show (CBS):
  - Late Show with David Letterman (1993-2015)
  - Late Show with Stephen Colbert (2015-...)
- The Late Late Show (CBS)
- The Daily Show (Comedy Central)

### België
- Gert Late Night (VIER, 2017–2020)
- De Cooke & Verhulst Show (VIER, 2021–2022)
- De Laatste Show (Eén, 1999–2012)
- Dan Late Show (La Deux, 2014-2016)

### Nederland
- Barend & Van Dorp (RTL 4, 1990-2005/Talpa, 2005-2006)
- RTL Late Night (RTL 4, 2013–2019)
- Pauw & Witteman (VARA, 2006-2014)
- De Avondshow met Arjen Lubach (VPRO, 2022-2024)
- Lubach (RTL 4, 2025)